# Girlicious
Girlicious var en amerikansk pop-tjejgrupp som skapades genom TV-programmet Pussycat Dolls Present: Girlicious. Gruppen valde att splittras i slutet av 2011 då de inte fick den framgång de förväntat sig. 

## Bakgrund
Girlicious är en popgrupp bildad av Robin Antin från dokusåpan Pussycat Dolls Present: Girlicious. Innan premiären av programmet hade Girlicious redan börjat spela in sitt debutalbum och arbeta med musikvideor under sommaren 2007. Det var tänkt att gruppen skulle vara en trio, men det blev en kvartett genom ett sista beslut av Robin Antin. Senare bestämde dock Robin Antin att det istället borde vara en trio och Tiffanie Anderson tvingades lämna gruppen 2009 för Robin Antin inte ville ha en helmörk kvinna med i gruppen vilket många tog som rasism och kränkande.
Girlicious hade från början ett kontrakt med Geffen Records, men år 2009 skrev de ett kontrakt med bolaget Interscope Records.
Trots att gruppen grundades i USA så har den blivit störst i Kanada, kanske för att de helt enkelt gjort för lite PR i USA.

## Tidigare medlemmar

### Nichole
Nichole föddes 1988 den 17 augusti växte upp i Texas och var med i sin skolas danslag. Hon var den första som blev medlem i Girlicious och hon var en av de få som aldrig hamnade bland de två sämsta.

### Chrystina
Chrystina är från San Diego och är född 1987 den 14 augusti. Både hennes pappa och farbror har spelat i NFL.

### Natalie
Natalie föddes 1988 den 7 maj i Kalifornien där hon också växte upp. År 2009 blev hon arresterad för att ha kokaininnehav med Peter Asencio. Natalie är den medlem som brukar rappa.

### Tiffanie Anderson
Tiffanie Adair Anderson, föddes 15 augusti 1988 i Los Angeles, Kalifornien, och är förutom sångerska, även dansös. Tiffanie Anderson tvingades lämna gruppen 2009 för Robin Antin inte ville ha en helmörk kvinna med i gruppen vilket många tog som rasism och kränkande.

## Diskografi

### Studioalbum
- 2008 - Girlicious
- 2010 - Rebuilt

### EP
- 2008 - Like Me / Stupid S***

### Singlar
- 2008 - "Like Me"
- 2008 - "Stupid S***"
- 2008 - "Baby Doll"
- 2008 - "Liar Liar" (feat. Flo. Rida)
- 2008 - "Still In Love" (feat. Sean Kingston)
- 2008 - "My Boo"
- 2010 - "maniac"
- 2010 - "2 in the Morning"
- 2011 - "Hate Love"